# Ancelle del Sacro Cuore di Gesù in Lituania
Le Ancelle del Sacro Cuore di Gesù in Lituania (in lituano Jėzaus Širdies tarnaičių Kongregacija; sigla A.C.J.) sono un istituto religioso femminile di diritto pontificio.

## Storia
Le origini della congregazione si ricollegano a quelle delle Ancelle del Sacro Cuore di Gesù, fondate nel 1894 a Cracovia da Józef Sebastian Pelczar.
Il 28 ottobre 1930, con l'approvazione della sacra congregazione per i religiosi, quattro case lituane dell'istituto si distaccarono dalla casa-madre costituendosi in congregazione autonoma: la prima superiora generale fu Caterina Maria dell'Esaltazione della Croce Paliulyte.

## Attività e diffusione
Le suore dell'istituto si dedicano all'istruzione e all'educazione cristiana della gioventù.
La congregazione è presente in Lituania; la sede generalizia è a Kaunas.
Alla fine del 2015 l'istituto contava 33 religiose in 4 case.